# Pat O’Callaghan
Patrick O’Callaghan (ur. 15 września 1905 w Kanturk, zm. 1 grudnia 1991 w Clonmel) – lekkoatleta irlandzki, młociarz, dwukrotny mistrz olimpijski.

## Przebieg kariery
Studiował medycynę w Królewskim Kolegium Chirurgów w Dublinie. Po ukończeniu studiów (1926) przez rok służył w lotnictwie, następnie podjął prywatną praktykę w Clonmel (hrabstwo Tipperary). Zajmował się jednocześnie kilkoma specjalnościami lekkoatletycznymi, sięgając po mistrzostwo Irlandii m.in. w rzucie dyskiem, pchnięciu kulą oraz skoku wzwyż. Największe uznanie przyniósł mu jednak rzut młotem.
Po zaledwie rocznym treningu wystąpił na igrzyskach olimpijskich w 1928 w Amsterdamie i niespodziewanie zdobył złoty medal; było to pierwsze mistrzostwo olimpijskie dla reprezentacji Irlandii w historii. Powtórzył sukces cztery lata później, wygrywając konkurs rzutu młotem na igrzyskach olimpijskich w Los Angeles w tym samym dniu, kiedy złoto zdobył także płotkarz Bob Tisdall. W kolejnych igrzyskach nie wystąpił, wobec decyzji federacji międzynarodowej, która nie uznała osobnej narodowości irlandzkiej i nie zezwoliła na występ reprezentacji Irlandii. Z tego także względu nie figurował na liście rekordzistów świata, mimo legitymowania się najlepszym rezultatem (59,56 m w 1937 r.).
Po zakończeniu kariery sportowej powrócił do pracy lekarza w Clonmel, pracując zawodowo niemal do końca lat 80.

## Rekord życiowy
- rzut młotem – 59,56 m (1937)[1]